# Człowiek-nietoperz
Człowiek-nietoperz (norw. Flaggermusmannen) – powieść kryminalna norweskiego pisarza Jo Nesbø, opublikowana w 1997 r. Pierwsze polskie wydanie ukazało się w 2005 w tłumaczeniu Iwony Zimnickiej.